# Transitive Hülle (Menge)
Die transitive Hülle einer Menge {\displaystyle X} (oft mit {\displaystyle TC(X)} für transitive closure bezeichnet) ist die kleinste Obermenge von {\displaystyle X}, die transitiv ist. Die Existenz und Eindeutigkeit lassen sich in ZF (das Auswahlaxiom ist dafür nicht notwendig) beweisen. Maßgeblich gehen dabei das Ersetzungsschema und Unendlichkeitsaxiom ein. Da {\displaystyle TC(X)} die kleinste transitive Obermenge von {\displaystyle X} ist, gilt {\displaystyle TC(X)=X} genau dann, wenn {\displaystyle X} transitiv ist.

## Konstruktion
Durch Induktion über {\displaystyle \mathbb {N} } lässt sich zeigen, dass für jede Menge {\displaystyle X} eine Funktion {\displaystyle f_{X}} mit {\displaystyle \operatorname {dom} (f_{X})=\mathbb {N} _{0}} existiert, die
- {\displaystyle f_{X}(0)=X}
- {\displaystyle \forall n\in \mathbb {N} _{0}:f_{X}(n+1)=\bigcup f_{X}(n)}

erfüllt. Das Ersetzungsschema sichert nun die Existenz der Menge
{\displaystyle M_{X}:=\{f_{X}(n)|n\in \mathbb {N} _{0}\}}
und aufgrund des Vereinigungsaxioms existiert
{\displaystyle \bigcup M_{X}},
welchem man schnell die von {\displaystyle TC(X)} geforderten Eigenschaften nachweist. Es gilt also
{\displaystyle TC(X)=\bigcup _{n\in \mathbb {N} _{0}}f_{X}(n)}.

## Bemerkungen
Es wird hier eine iterierte Mengenvereinigung definiert, nämlich
{\displaystyle f_{X}(n)={\bigcup }^{n}X}, speziell {\displaystyle X=\{x|x\in X\},\ \;\bigcup X=\{x|(\exists y\in X)x\in y\}}.
Fasst man die Element-Relation {\displaystyle \in } als homogene Relation auf, dann steht auf der rechten Seite gerade die n-fache Verkettung von {\displaystyle \in } mit sich selbst, also deren n. Potenz {\displaystyle {\in }^{n}} (siehe Relation §Homogene Relationen: Potenzen). Damit kann weiter vereinfacht werden zu
{\displaystyle f_{X}(n)={\bigcup }^{n}X=\{x|x{\in }^{n+1}X\}}, sowie
{\displaystyle M_{X}=\{{\bigcup }^{n}X|n\in \mathbb {N} _{0}\}=\{X,\bigcup X,\bigcup \bigcup X,\bigcup \bigcup \bigcup X,\bigcup \bigcup \bigcup \bigcup X,\ldots \}}.
Die transitive Hülle wird dann zu
{\displaystyle TC(X)=\bigcup M_{X}=\bigcup _{n=1}^{\infty }\{x|x\in ^{n}X\}=\bigcup _{n=0}^{\infty }{\bigcup }^{n}X}.

## Anwendung
In vielen Beweisen in der Mengenlehre braucht man für ein bestimmtes Argument die Transitivität einer Menge. Kann man zusätzlich zeigen, dass die Aussage für eine Menge {\displaystyle X} gilt, wenn man eine Obermenge {\displaystyle Y\supseteq X} findet, für die sie gilt, so bietet es sich an, von {\displaystyle X} zur transitiven Hülle überzugehen.
Eine ähnliche Vorgehensweise findet man zum Beispiel im Beweis des Epsilon-Induktions-Verfahren wieder.

## Verallgemeinerung
Sei {\displaystyle X} eine Menge mit einer homogene Relation {\displaystyle R} darauf. Die {\displaystyle R}-transitive Hülle ist dann gegeben durch
{\displaystyle TC_{R}(X):=\bigcup _{n=0}^{\infty }\{x|(\exists y\in X)x\,R^{n}y\}=\{x|(\exists y\in X)x\,R^{*}y\}} 
Dies ist das Urbild von {\displaystyle X} unter {\displaystyle R^{*}}, der reflexiv-transitiven Hülle der Relation {\displaystyle R}. {\displaystyle TC_{R}(X)} ist die kleinste Obermenge von {\displaystyle X}, die {\displaystyle R}-transitiv ist. Im Fall {\displaystyle R=\in } repliziert die verallgemeinerte Definition den obigen Spezialfall.